# 2014 en handball
| Années du handball : 2011 - 2012 - 2013 - 2014 - 2015 - 2016 - 2017    |
| Décennies du handball : 1980 - 1990 - 2000 - 2010 - 2020 - 2030 - 2040 |

Cet article présente les faits marquants de l'année 2014 en handball.

## Par mois

### Janvier
- Du 4 au 7 janvier : deuxième étape de Golden League 2013-2014 en France. Elle est remportée par le Danemark devant la France, le Qatar et la Norvège.
- 8 janvier : l'entraîneur russo-espagnol Talant Dujshebaev, sans club depuis la faillite du BM Atlético de Madrid, est nommé entraîneur du club polonais de KS Kielce à compter du mois de février[1]. L'entraîneur, Bogdan Wenta, devient manager général du club.
- 13 janvier : Myriam Borg-Korfanty, championne du monde en 2003, signe à l'Union Mios-Biganos-Bègles en tant que joker médical.
- Du 14 au 26 janvier : onzième édition du championnat d'Europe masculin au Danemark (cf. ci-dessous).
- 15 janvier : douzième journée du championnat de France féminin. Fleury-les-Aubrais inflige à Metz sa première défaite de la saison (30-27).
- Du 15 au 26 janvier : vingt-et-une édition des championnats d'Afrique des nations masculin et féminin en Algérie, remportés respectivement par l'Algérie et la Tunisie.
- 20 janvier : l'ailière droite Katty Piejos, vice-championne du monde avec l'équipe de France en 2009, quitte Fleury-les-Aubrais pour l'équipe russe du HC Dinamo Volgograd.
- 26 janvier : Domagoj Duvnjak, demi-centre croate du HSV Hambourg, et Andrea Lekić, demi-centre serbe du Győri ETO KC puis du ŽRK Vardar Skopje, ont été élus meilleurs handballeurs de l'année 2013 par l'IHF[2]
- 31 janvier : Denis Lathoud est démis de ses fonctions d'entraîneur du Dijon Bourgogne Handball. C'est le deuxième entraîneur du championnat de France à être limogé après Stéphane Imbratta à Tremblay[3].

### Février
- Du 1er au 2 février : Final Four de la Coupe de la Ligue masculine. Le Montpellier AHB remporte son neuvième titre en battant Saint-Raphaël VHB en finale, 34 à 21. Ces derniers se sont imposés aux tirs au but en demi-finale les opposant au Paris Saint-Germain et les Montpelliérains ont dominé le Dunkerque HGL, leader du championnat de France.
- 2 février : décès de Karl Erik Bøhn (en), ancien joueur international norvégien. Devenu entraîneur, il a eu en charge le club norvégien de Larvik HK. Depuis 2011, il était le sélectionneur de l'équipe nationale de Hongrie avec lequel il a remporté la médaille de bronze au Championnat d'Europe 2012 ainsi que le club hongrois de Győri ETO KC avec lequel il a remporté la Ligue des champions 2013.
- 4 février : Le Montpellier AHB est sanctionné de deux points au classement du championnat de France 2013-2014 par la Commission nationale d’aide au contrôle à la gestion (CNACG) en raison du non-respect de son budget prévisionnel pour la saison 2012-2013.
- 6 février : Championnat d'Asie masculin. Le Qatar remporte son premier championnat d'Asie masculin en battant en finale le Bahreïn. L'Iran complète le podium.
- 7 février : Jérémy Roussel, entraîneur du Pays d'Aix UCH depuis 2010, est le troisième entraîneur du championnat de France à être limogé. Il est remplacé peu de temps après par Zvonimir Serdarušić.
- 9 février : Fin de la phase de groupe de la Benelux liga, les clubs qualifiés pour le Final Four sont, dans le groupe A, les Belges du Initia HC Hasselt et les Néerlandais de l'OCI Limburg Lions Geleen et dans le groupe B les Néerlandais du HV KRAS/Volendam et les Belges du Achilles Bocholt.
- 15 février : Fin du partenariat qui liait la fédération brésilienne de handball et le club féminin Hypo Niederösterreich. Les huit joueuses Brésiliennes sont désormais libres d'aller dans d'autres clubs. Cinq d'entre elles ont d'ores et déjà signé un contrat pour la saison prochaine dans deux clubs roumains, CSM Bucarest et HCM Baia Mare.
- 23 février : finale de la Coupe de la Ligue féminine. Le Metz Handball remporte sa huitième coupe de la Ligue en battant en finale son actuel dauphin du championnat, Fleury, 25 à 20.
- 25 février : révélation du contrôle positif de Geoffroy Krantz à la nandrolone. Il est provisoirement suspendu de participer à tous matchs en attendant une décision de la commission nationale de discipline[4].
- Du 27 février au 2 mars: huitièmes de finale de la Coupe France masculine. Parmi les résultats, on peut noter les victoires du HBC Nantes (cinquième du championnat de France) 29 à 21 à Dunkerque (leader du championnat), du Pays d'Aix UCH (dixième du championnat) 36 à 28 à Saint-Raphaël (sixième du championnat) et du Paris Saint-Germain (second du championnat) 27 à 26 à Montpellier (troisième du championnat).
- 28 février : la victoire du Handball Cercle Nîmes sur Le Havre AC Handball lors de la dixième journée du championnat de France est invalidée par la LFH à cause du retard d'envoi du certificat médical de Camille Ayglon, de retour de congé maternité. Nîmes perd le match par pénalité (0 point et goal average 0-20)[5]

### Mars
- 1er mars : au terme d'une réunion au sein de la Fédération luxembourgeoise de handball (FLH), celle-ci décide d'arrêter d'engager ses clubs en BeNeLux Liga, championnat regroupant les meilleurs clubs de Belgique, des Pays-Bas et, donc, du Luxembourg. Cette décision fait suite au comportement des dirigeants néerlandais qui a exaspéré les clubs luxembourgeois. Le manque de confiance entre les différentes fédérations a ainsi mis un terme au projet de la Ligue du Benelux[6].
- 6 mars : la CNCG (commission nationale de contrôle de gestion) de la Fédération française de handball refuse l'homologation du contrat de joker médical de Claudine Mendy à Issy Paris Hand pour le non-respect répété de l'apurement de la situation financière du club[7].
- 11 mars : beIn Sports décroche les droits de diffusion du handball masculin en France pour les cinq prochaines saisons. La chaine d'origine qatarienne a remporté son bras de fer face à Canal+ et diffusera le championnat de France, la Coupe de la Ligue et le Trophée des champions à raison de deux directs en heure de grande écoute par journée et un magazine hebdomadaire.
- 13 mars : La Fédération européenne de handball inflige à Milena Knežević une sanction de deux matchs de suspension pour avoir volontairement donné un coup de tête à Anita Görbicz le 9 mars dernier lors du match de Ligue des champions opposant ŽRK Budućnost Podgorica à Győri ETO KC[8].
- 13 mars : Sandor Rac remplacera Aurélien Duraffourg à la tête de l'équipe Le Havre AC Handball la saison prochaine[9].
- 18 mars : Jean-François Krakowski, président du Saint-Raphaël Var Handball, annonce, avec un an d'avance, que l'entraineur Christian Gaudin ne sera pas reconduit dans ses fonctions la saison prochaine[10].
- 19 mars : Jérémy Roussel, entraineur remercié le mois précédent du Pays d'Aix UCH (D1M), prendra les commandes du Metz Handball (D1F) à compter de la saison 2014-2015[11].
- 20 mars : dix-neuvième journée du championnat de France. Dunkerque, battu à domicile 24 à 25 par le HBC Nantes, n'a plus qu'un point d'avance sur le Paris et trois sur Montpellier. En marge de la victoire montpelliéraine au Pays d'Aix UCH 28 à 29 à la dernière seconde sur un jet de 7 m de Jure Dolenec, les deux arbitres ont été pris à partie sur le parking de la salle aixoise[12].
- 27 mars : L'EHF infilige une amende de 5 000 € à Talant Dujshebaev, l'entraîneur de Kielce, pour son comportement déplacé lors de la conférence de presse à la fin du match de Ligue des champions face aux Rhein-Neckar Löwen le 22 mars 2014[13]
- 27 mars : 20e journée du championnat de France. Dunkerque s'impose 27 à 25 à Paris et conforte sa place de leader avec trois points d'avance sur son adversaire du soir et sur Montpellier, vainqueur la veille de Saint-Raphaël 35 à 31. Dans la lutte pour le maintien, Tremblay remporte une victoire importante 28 à 27 face à Chambéry et possède ainsi respectivement deux et quatre points d'avance sur Ivry et Dijon.
- 28 mars : L'US Créteil est sacrée champion de France de D2M cinq journées avant le terme de la saison. Invaincue après son dix-neuvième match (seize victoires et trois matchs nuls), l'équipe ne peut plus être rattrapée au classement[14].
- 29 et 30 mars : huitièmes de finale retour de la Ligue des champions. Le HSV Hambourg, tenant du  titre et premier du Groupe D, est éliminé par le club macédonien du RK Vardar Skopje, quatrième du Groupe C, à la suite de sa défaite à domicile 29 à 30. Au vu du classement lors de la phase de poule, la seconde surprise vient de l'élimination du KIF Copenhague, second du Groupe B, par le club macédonien du RK Metalurg Skopje, troisième du Groupe C qui qualifie donc ses quatre équipes (avec Barcelone et le PSG). La capitale macédonienne possède donc deux clubs en quart de finale ainsi qu'un club en demi-finale de la Ligue des champions féminine, le ŽRK Vardar Skopje.

### Avril
- 4 avril : Elena Groposila, ancienne joueuse et entraîneur du Cercle Dijon Bourgogne féminin, est nommée entraîneur du club masculin Dijon Bourgogne Handball, en remplacement de Denis Lathoud remercié en février. Groposila est la première femme de l'histoire de la LNH à assurer ce rôle.
- 5 avril : Metz termine premier de la saison régulière du championnat féminin avec seize victoires, un match nul et une défaite, à égalité de points avec Fleury. Issy Paris, Le Havre, Toulon Saint-Cyr et Mios-Biganos-Bègles sont les quatre autres clubs qualifiés pour les Playoffs.
- 6 avril : dernier match du sélectionneur danois Ulrik Wilbek à la tête de l'équipe nationale masculine du Danemark à l'occasion de la Golden League 2013-2014 qui a vu l'équipe de France s'imposer 28 à 26. Sélectionneur depuis 2005 après avoir été celui de la sélection féminine entre 1991 et 1998, il s'est construit l'un des palmarès les plus importants avec un titre olympique en 1996 (F), quatre titres de Champion d'Europe (1994 (F), 1996 (F), 2008 (M), 2012 (M)), un titre de champion du monde 1997 (F) ainsi que quatre médailles d'argent et trois médailles de bronze.
- 8 avril : David Christmann, entraîneur de Cesson depuis 1999, signe un contrat de cinq ans au Tremblay-en-France Handball à compter de la saison 2014-2015[15].
- 10 avril : La Fédération française de handball ayant par deux fois refusé la validation de son contrat en tant que joker médical et n'ayant aucune garantie de jouer d'ici la fin de la saison, Claudine Mendy rompt unilatéralement son contrat avec Issy Paris Hand. Elle n'aura en fin de compte joué aucun match avec le club francilien.
- 11 avril : Issy Paris Hand se qualifie pour la finale de la Coupe Challenge au détriment de Mios Biganos Bègles. Les isséennes participent ainsi à leur deuxième finale européenne consécutive.
- 11 avril : Vingt-cinquième journée de la Liga ASOBAL. Le FC Barcelone remporte sa vingt-cinquième victoire face au BM Aragón 48 à 22 et est sacré champion d'Espagne 2014 avec onze points d'avance sur le second et une différence de but moyenne de 15 buts. C'est le vingt-et-unième titre du club.
- 11 avril : Nikola Karabatic célèbre ses trente ans de la plus belle des manières en remportant son premier titre de champion d'Espagne avec le FC Barcelone.
- 15 avril : Thierry Omeyer et William Accambray quittent le Montpellier AHB pour le Paris Saint-Germain à compter de la saison suivante[16]. À Montpellier, ils seront respectivement remplacés par le Croate Venio Losert et le Slovène Borut Mačkovšek, tandis qu'Arnaud Siffert, Mathieu Grebille et Dragan Gajić ont prolongé leur contrat[16]. Wissem Hmam est quant à lui laissé libre.
- 17 avril : vingt-deuxième journée du championnat de France. Dunkerque s'impose 26 à 25 à Montpellier (troisième), trois semaines après en avoir fait de même chez son dauphin Paris. À quatre journées de la fin, le club nordiste a son destin en main pour remporter son premier titre de champion de France. Dans la lutte pour le maintien, Tremblay s’impose à Dijon 26 à 29 et s'échappe de la zone de relégation où se trouvent toujours Ivry et Dijon avec respectivement 4 et 5 points de retard sur Sélestat qui n'a toujours pas gagné de match en 2014.
- 19 avril : quarts de finale aller de la Ligue des champions. Paris et le Metalurg Skopje s'inclinent à domicile, respectivement face à Veszprém (26-28) et Kiel (21-31).
- 22 avril : Kévynn Nyokas connaîtra sa première expérience hors de France dès la saison prochaine puisqu'il s'est engagé pour trois ans avec Göppingen, club de première division du championnat d'Allemagne. Il quitte le club de Chambéry un an avant le terme de son contrat[17].
- 26 avril : Joël da Silva actuel entraîneur du Fenix Toulouse Handball quittera son poste à la fin de la saison. Il remplacera Christian Gaudin à la tête du Saint-Raphaël Var Handball.
- 26 avril : quarts de finale retour de la Ligue des champions masculine. Le FC Barcelone a réussi à compenser son retard de sept buts face aux Rhein-Neckar Löwen en s'imposant 31 à 24. Le club est ainsi qualifié selon la règle du nombre de buts marqués à l'extérieur tout comme le SG Flensburg-Handewitt qui, grâce à un jet de 7 mètres d'Anders Eggert à dix secondes de la fin dans l'ambiance hostile de Vardar, égalise sur l'ensemble des deux matchs. Veszprém et Kiel remportent leur deuxième victoire face au PSG et au Metalurg et se qualifient également pour le Final Four.

### Mai
- 4 mai : Le FC Barcelone remporte la coupe du roi face à BM Granollers sur le score de 42 à 32.
- 4 mai : Győri ETO KC remporte sa deuxième ligue des champions consécutive. Le club hongrois a battu les joueuses de ŽRK Budućnost Podgorica sur le score de 27 à 21 devant dix mille spectateurs dans l'enceinte de la Papp László Budapest Sportaréna[18]. Anita Görbicz, la demi-centre de Győri ETO KC, est la meilleure buteuse du tournoi avec quatre-vingt-sept buts[19].
- 8 mai : au terme de la vingt-quatrième journée, le club de Dunkerque est sacré champion de France, pour la première fois, grâce à la victoire 36 à 26 du Montpellier Agglomération Handball sur le PSG Handball. Malgré une égalité de points au classement, le club parisien se retrouve troisième derrière les héraultais à deux matchs de la fin de la saison.
- 10 mai : Visé en Belgique compte deux clubs en finale de la Coupe de Belgique avec le HC Visé BM chez les hommes et le Fémina Visé chez les femmes. Les finales, qui se déroulaient à Heist-op-den-Berg, ont été remportées par Initia HC Hasselt, sa dixième coupe et par Fémina Visé sa onzième coupe.
- 11 mai : Issy Paris Hand s'incline en finale de la coupe Challenge au profit des Suédoises de H 65 Höör.
- 11 mai : Les Danoises de Viborg HK remportent la coupe des vainqueurs de coupes face à Zvezda Zvenigorod
- 13 mai : Geoffroy Krantz est suspendu pour un an par la commission antidopage de la Fédération Française de Handball[20]. Il avait été contrôlé positif à la nandrolone lors d'un contrôle le 21 janvier 2014[4]. (voir le 25 juin pour l'avis définitif)
- 14 mai : après cinquante-sept ans de présence ininterrompue au sein de l'élite du handball français ponctuées de huit titres de champion de France, l'US Ivry est reléguée en division 2 à la suite de sa défaite face à Montpellier AHB, 25 à 30[21].
- 16 mai : Le KIF Copenhague remporte pour la première fois le championnat du Danemark 2013-2014 face au tenant du titre, Aalborg Håndbold, sur le score global de 35 à 42 (18-23, 17-19).
- 18 mai : Montpellier AHB s'incline face à Pick Szeged en finale de la Coupe de l'EHF masculine.
- 21 mai : après cinq mois en tant qu'entraîneur adjoint à Tremblay en ayant permis le maintien du club Séquano-Dionysien, Rastko Stefanovič sera finalement le nouvel entraîneur de l'US Ivry, relégué en division 2. Il succède à Pascal Léandri qui occupera la fonction de directeur sportif du club ivryen.
- 21 mai : après quatorze années à Chambéry, Cyril Dumoulin signe un contrat de deux ans plus une année en option pour le Fenix Toulouse Handball[22].
- 22 mai : dernière journée du championnat de France. En s'inclinant à Chambéry 33 à 30, Montpellier cède sa deuxième place aux dépens de Paris, vainqueur de Cesson Rennes[23].
- 24 mai : après avoir annoncé la fin de sa carrière il y a quelques semaines[24], Iker Romero annonce, lors de son dernier match de l'année, qu'il prologne d'une année sa présence avec les renards du Füchse Berlin[25].
- 24 et 25 mai : le palais omnisports de Paris-Bercy étant en travaux, les finales (départementales, régionales et nationales) de la Coupe de France se déroulent à la halle Georges-Carpentier dans le 13e arrondissement de Paris.
- 24 mai : le CJF Fleury Loiret remporte la coupe de France nationale féminine face à Issy Paris Hand sur le score de 20 à 18. C'est le premier titre de l'histoire du club.
- 25 mai : le PSG Handball remporte la coupe de France nationale masculine face à Chambéry SH sur le score de 31 à 27. C'est la première victoire pour Philippe Gardent après cinq défaites en finale (quand il était à Chambéry).

### Juin
- 1er juin : finale de la Ligue des champions masculine. Après avoir sorti la veille le FC Barcelone aux tirs au but, le club allemand SG Flensburg-Handewitt s'impose en finale 30 à 28 face à son voisin du THW Kiel et crée la surprise de cette phase finale[26].
- 1er juin : Metz Handball est sacré champion de France féminine pour la dix-neuvième fois. Issy Paris Hand est vice-champion, mais il a perdu ses trois finales (championnat de France, coupe Challenge, coupe de France).
- 3 juin : le club allemand du HSV Hambourg s'est vu refuser une licence pour la saison 2014-2015 et est relégué en 3. Liga[27]. (voir le 25 juin pour l'avis définitif)
- 11 juin : le club espagnol du BM Valladolid, club emblématique du handball espagnol et même européen, remportant la Coupe d'Europe des vainqueurs de coupe en 2009 est contraint de déposer le bilan à la suite de sa relégation et disparait, après 36 ans au sein de l'élite espagnole.
- 14 et 15 juin : matchs retour des tournois qualificatifs européens pour le Championnat du monde masculin 2015. La Pologne s'impose 29 à 28 en Allemagne : éliminés, les Allemands ratent leur deuxième compétition internationale consécutive après l'Euro 2014. Pourtant battus de huit buts lors du match aller (15 à 23), la République tchèque se qualifie aux dépens de la Serbie grâce à sa victoire 33 à 21. Deux autres nations majeures n'ont pas réussi à se qualifier : la Hongrie et l'Islande ont été éliminés respectivement par la Slovénie (51 à 54) et la Bosnie-Herzégovine (61 à 62).
- 16 juin : Jackson Richardson est nommé entraîneur adjoint de Mario Cavalli au Chambéry Savoie Handball[28].
- 20 juin : l'EHF a indiqué la liste des clubs sélectionnés sur dossier pour disputer la Ligue des champions[29],[30]. Parmi les huit clubs choisis, on retrouve le SG Flensburg-Handewitt, vainqueur 2013-2014, et deux clubs français, le Paris Saint-Germain et le Montpellier AHB. Chez les féminines, seule l'équipe du Metz Handball représentera la France en Ligue des champions, les dossiers du Havre et de Fleury n'ayant pas été acceptés par l'EHF.
- 25 juin : la suspension d'un an pour un contrôle positif à la nandrolone dont avait écopé Geoffroy Krantz fin janvier a été réduite à six mois. Le joueur de Saint-Raphaël peut donc reprendre l'entraînement avec son club à compter de fin juillet.
- 25 juin : le HSV Hambourg a finalement obtenu une licence qui lui permet de s'aligner en Bundesliga en 2014-2015. En effet, le tribunal arbitral a cassé la décision de la fédération allemande, à condition toutefois de surveiller sa situation économique.
- 27 juin : les participants à l'édition 2014–15 de la Ligue SEHA sont révélés[31]. Finalement, l'organisation ayant demandé une somme plus importante pour participer à la compétition (300 000 € pour deux ans), les trois clubs slovènes et le hongrois de Szeged, qui avaient annoncés leur arrivée dans la compétition, se sont finalement désistés. Veszprém fait par contre partie des nouveaux participants.
- Du 28 juin au 13 juillet : dix-neuvième édition du Championnat du monde junior féminin, en Croatie. La Corée du Sud remporte le titre devant la Russie et le Danemark. La coréenne Hyojin Lee est nommée meilleure joueuse du tournoi, c'est aussi al meilleure marqueuse avec soixante quatre buts.

### Juillet
- 8 juillet : l'IHF a décidé d'accorder à l'Allemagne une wild card pour participer au prochain Championnat du monde 2015 en lieu et place du représentant de la zone Océanie, l'Australie[32].
- 10 juillet : Christian Gaudin est nommé entraîneur du club allemand du HSV Hambourg[33].
- 15 juillet : le Fenix Toulouse Handball, ainsi que d'autres clubs européens, reçoit une invitation pour participer à la Coupe de l'EHF masculine 2014-2015[34],[35].
- 20 juillet : tirage au sort des groupes pour le Championnat du monde 2015. L'Allemagne, dont la qualification a été confirmée, retrouve dans un groupe D très relevé la Pologne qui l'avait éliminée en barrages. La France hérite du Groupe C avec pour principal adversaire la Suède.

### Août
- 14 au  20 août : Championnat d'Europe jeune (U18) masculin. La France, dirigée par le duo Quintin-Dinart, remporte pour la première fois de l’histoire une compétition pour cette catégorie d’âge en disposant 33 à 30 de la Hongrie, équipe qui les avait pourtant nettement battus en phase de poule (26-34). L'Espagne, vainqueur du Danemark 27 à 21, complète le podium[36],[37].
- 20 août : le THW Kiel remporte la Supercoupe d'Allemagne face au Füchse Berlin sur le score de 24 à 18. C'est le huitième titre de Kiel en dix-sept participations depuis la création de la compétition en 1994.
- 31 août : le FC Barcelone remporte la Supercoupe d'Espagne face à Granollers sur le score de 32 à 28. C'est le 17e titre du Barça dans cette compétition.

### Septembre
- 5 et 6 septembre : première journée du championnat féminin. À noter la rencontre Metz Handball contre Issy Paris Hand, les finalistes de la saison dernière. Large victoire du tenant du titre par 36 à 27[38]
- 6 septembre : en Allemagne, à l'occasion du « Jour du handball » (Tag des Handballs en allemand), plusieurs matchs ont eu lieu à la Commerzbank-Arena, dont un opposant les Rhein Neckar Löwen et le HSV Hambourg qui a permis de battre le record de spectateurs pour un match de handball moderne avec 44 189 spectateurs[39], record établi en 2011 par l'AG Copenhague avec 36 651 spectateurs[40].
- 7 septembre : le PSG Handball remporte le Trophée des champions face au Dunkerque HGL sur le score de 34 à 23[41]. C'est le premier trophée parisien de la saison 2014-2015.
- 10 et 11 septembre : première journée du championnat masculin. À noter la défaite à domicile du tenant du titre, US Dunkerque HGL, face à Cesson Rennes MHB 21 à 22[42].
- 13 : Avec l'annonce en mars du retrait des clubs luxembourgeois, c'est finalement une BeNe League et non une BeNeLux League qui va prendre place[43]. Ce projet, dont le but est de développer le professionnalisme du handball en Belgique et aux Pays-Bas, regroupe ainsi les quatre meilleures formations belges (l'Achilles Bocholt, l'Initia HC Hasselt, l'United HC Tongeren et le KV Sasja HC Hoboken) et les quatre meilleures formations néerlandaises (le HV Fiqas Aalsmeer, le Targos Bevo HC, l'OCI Limburg Lions Geleen et le HV KRAS/Volendam).
- 17 et 18 septembre : deuxième journée du championnat masculin. À noter les victoires de Montpellier, nouveau leader, face à Chambéry 32 à 22 et de Saint-Raphaël face au Paris S-G 32 à 31.
- du 25 au 28 septembre : première journée de la Ligue des champions masculine. À noter la lourde défaite du tenant du titre, le SG Flensburg-Handewitt, sur le terrain du KIF Copenhague 35 à 21 et la défaite du précédent finaliste, le THW Kiel face au RK Zagreb 27 à 25. Côté français, seul le Paris S-G, vainqueur 27 à 22 chez le RK Metalurg Skopje, s'est imposé après les défaites de Montpellier (35-24 face au Rhein-Neckar Löwen) et de Dunkerque (21-26 à domicile face au Aalborg Håndbold).
- 29 septembre : Sylvain Nouet, entraîneur adjoint de l’équipe de France masculine aux côtés de Claude Onesta depuis 2001, a décidé de quitter son poste afin de se consacrer à sa mission sur le Parcours d’Excellence Sportive masculin[44].

### Octobre
- 8 octobre : l'entraîneur espagnol d'origine russe Talant Dujshebaev est nommé sélectionneur de l'équipe de Hongrie masculine[45]. Il conserve également son poste d'entraîneur du club polonais de Kielce.
- 9 octobre : après 3 ans au RK Metalurg Skopje, Darko Stanić rompt à l'amiable son contrat avec le club macédonien[46].
- 15 octobre : à la suite d'un contact rude de Benjamin Gille sur Marko Kopljar, ce dernier mord le défenseur chambérien à l'épaule gauche lors du match Chambéry SH - Paris Saint-Germain Handball. Aucune mesure conservatoire ne sera prise à la suite de ce geste en attendant la décision du conseil de discipline de la FFHB[47].
- 20 octobre: après 17 ans au Chambéry SH en tant que joueur, entraineur adjoint et enfin entraîneur depuis 2012 à la suite du départ de Philippe Gardent, Mario Cavalli a été démis de ses fonctions. C'est Jackson Richardson, son adjoint depuis le début de saison, qui assure l'intérim[48],[49].
- 22 octobre : après le carton rouge écopé par l'arrière droit nantais Jorge Maqueda sur une faute commise contre l'ailier parisien Samuel Honrubia lors du match de la 7e journée PSG Handball - HBC Nantes, Thierry Anti, entraîneur du HBC Nantes montre son mécontentement face à cette décision arbitrale des sœurs Charlotte et Julie Bonaventura en baissant son pantalon en plein match. En conférence de presse, il explique avec ironie : « je remettais juste ma chemise »[50].
- 24 octobre : le président de la LNH, Philippe Bernat-Salles, saisit le conseil de discipline de la FFHB à la suite de la morsure à l'épaule gauche de Benjamin Gille par Marko Kopljar lors du match Chambéry SH - PSG Handball du 15 octobre 2014 et après la visite dans les vestiaires des arbitres de Bruno Martini, manager général du club parisien, mécontent de l'arbitrage[51]. Seront aussi portés devant la FFHB les propos diffamatoires de Gaël Pelletier, président du HBC Nantes, et le comportement de Thierry Anti, entraîneur de HBC Nantes, lors du match PSG - Nantes du 22 octobre 2014[52].
- 26 octobre : Metz Handball remporte son premier match de Ligue des champions de la saison 2014-15. Les messines battent les roumaines de HCM Baia Mare sur le score de 34 à 24[53].
- 29 octobre : Allison Pineau annonce la rupture mutuelle de son contrat qui la liait au ŽRK Vardar Skopje. Trois jours plus tard est annoncée sa signature dans le club slovène du RK Krim[54], club qui avait pourtant dû se séparer de plusieurs joueuses en 2014 pour faire face à des problèmes financiers.

### Novembre
- 5 novembre : Le RK Metalurg Skopje déclare forfait contre le RK Zagreb en Ligue SEHA à la suite de la grève de 20 joueurs qui protestent contre les salaires impayés et l'attitude de leur entraîneur Lino Červar[55].
- 5 novembre : Darko Stanić et Rok Praznik nouvelles recrues du club allemand SG BBM Bietigheim actuellement lanterne rouge du classement de la Bundesliga[56].
- 6 novembre : Le sélectionneur Macédonien Ivica Obrvan est le nouvel entraîneur du Chambéry Savoie Handball. Jackson Richardson conserve son rôle d'entraîneur adjoint[57].
- 7 novembre : Les vingt joueurs du RK Metalurg Skopje qui étaient en grève ont été suspendus[58],[59].
- du 5 au 9 novembre : la 8e journée de D1M[60] et les quarts de finale de la Coupe de la Ligue[61] illustrent la densité des équipes de l'élite avec, en 11 matchs, 3 matchs nuls (dont un suivi de prolongations), 6 victoires par un but d'écart et 1 victoire par deux buts d'écart. Parmi les résultats positifs, on peut remarquer le retour en forme de Dunkerque, vainqueur du Paris-SG et à Montpellier, la confirmation du bon début de saison de Cesson Rennes, auteur d'un match nul face à Montpellier et vainqueur à Créteil en Coupe de la Ligue et la première victoire d'Istres à Aix. Au rayon des déceptions, on peut noter les deux défaites consécutives de Paris, une première depuis l'arrivée du QSI, les difficultés du leader du championnat, Montpellier, tenu en échec à Cesson et battu à domicile par Dunkerque.

- 7 et 10 novembre : le Bahreïn[62],[63] puis les Émirats arabes unis[64],[63] déclarent forfait pour le Championnat du monde masculin 2015 au Qatar.
- 10 novembre : à la suite de la morsure superficielle infligée à Benjamin Gille lors du Chambéry-PSG du 15 octobre dernier, Marko Kopljar est suspendu six mois dont deux fermes[65] : il devrait manquer seulement 4 à 5 matchs nationaux entre le 20 novembre et le 20 janvier, puisque le mois de janvier est une période internationale. La LNH a aussi statué sur le cas de Thierry Anti pour son attitude déplacée envers les arbitres et le délégué lors du PSG-Nantes du 22 octobre : celui-ci a été sanctionné de trois matches dont deux fermes[65].
- 10 novembre : Geoffroy Krantz voit sa suspension d'un an confirmée par l'AFLD[66] : contrôlé positif à la nandrolone fin janvier, il avait été suspendu 6 mois jusqu'à fin juillet et l'est donc de nouveau pour 6 mois jusqu'à mai 2015, ce qui met donc un terme à sa saison.
- 21 novembre : réunion de la Fédération internationale de handball (IHF) sur le repêchage éventuel de remplaçants pour le Championnat du monde masculin de handball 2015 à la suite des forfaits du Bahreïn et des Émirats arabes unis.
- du 27 au 30 novembre : seconde étape de la deuxième Golden League féminine. Elle est remportée par le Danemark[67].

### Décembre
- 3 et 4 décembre : 12e journée de D1M. L'affiche de cette journée oppose le leader invaincu (10 victoires et 2 nuls), Montpellier, qui se déplace à Paris, son dauphin. Déjà défait à trois reprises, Paris abandonnerait quasiment le titre à son adversaire en cas de défaite avec 6 points de retard et un match retour à Montpellier. Parfaitement lancés par un Omeyer impérial (21 arrêts au total), le PSG fait le trou en seulement 9 minutes (9-4), accroit son avance à la mi-temps (18-9) et ne baisse à aucun moment le rythme pour s'imposer dans les grandes largeurs (36-20)[68]. Parmi les autres résultats notables, Istres, lanterne rouge, s'est imposé à Toulouse (29-30) et Dunkerque a subi sa 5e défaite à Tremblay.
- Du 6 au 9 décembre : 8e journée de la Ligue des champions masculine. Quelques jours après la grosse victoire de Paris face à Montpellier, les deux équipes ont une trajectoire opposée : Montpellier s'impose 30 à 27 à Celje et obtient sa qualification pour les huitièmes de finale tandis que Paris retombe dans ses travers en s'inclinant à Zagreb (25-24). Comme en championnat, Dunkerque a un parcours en dents de scie mais garde des chances réelles de qualification grâce à sa victoire 31 à 29 face à Zaporijia.
- Du 7 au 21 décembre : Championnat d'Europe féminin en Hongrie et en Croatie (cf. ci-dessous).
- Du 10 au 12 décembre : 13e et dernière journée de la phase aller du championnat de France masculin[69]. Les deux favoris, Montpellier et Paris, sont en tête, les Parisiens ayant 2 points de retard et un point d'avance sur l'équipe surprise, Saint-Raphaël. Le champion en titre, Dunkerque, pénalisé par un effectif limité et de nombreux blessés, est à la peine avec une 7e place (7 victoires, 6 défaites, différence de buts de -2), mais reste à seulement deux points de la 4e place occupée par Nantes et un point de Cesson Rennes qui est la seconde équipe surprise de cette première partie de championnat. En bas du classement, Istres, grâce à son match nul acquis à Créteil, a laissé sa place de lanterne rouge à Sélestat, lourdement défait à domicile face à Paris (29-43). Mais avec seulement deux points de retard sur Créteil et Nîmes et trois sur Aix, la bataille pour le maintien n'a pas encore décidé des deux clubs relégués.

- 20 décembre : deuxième édition du Hand Star Game à la Park&Suites Arena de Montpellier.
- 29 décembre : à l'issue d'un décevant Euro 2014 terminé à la 8e place, Jan Pytlick a décidé de mettre un terme à son contrat avec la fédération danoise de handball après 16 années passées à la tête de l'équipe nationale féminine Danoise et de nombreux titres remportés[70].

## Par compétitions

### Championnat d'Europe masculin
|                            | Nation   |
| -------------------------- | -------- |
| Médaille d'or, Europe      | France   |
| Médaille d'argent, Europe  | Danemark |
| Médaille de bronze, Europe | Espagne  |

La onzième édition du championnat d'Europe masculin a lieu du 14 au 26 janvier 2014 et est organisé par le Danemark pour la première fois.
La France remporte son troisième titre de champion d'Europe grâce à sa victoire 41 à 32 face au pays hôte et tenant du titre, le Danemark. La France réalise une finale historique car, pour la première fois dans toute l'histoire des finales de tournois internationaux (Euro, Monde, Jeux olympiques), une équipe a inscrit plus de 40 buts lors d'une finale. L'Espagne complète le podium, ayant battu la Croatie dans le match pour la 3e place sur un score serré de 29 à 28.
Le Français Nikola Karabatic remporte le titre de meilleur joueur de la compétition pour la deuxième fois en championnat d'Europe. L'Espagnol Joan Cañellas est quant à lui le meilleur buteur de la compétition avec 50 buts inscrits. 
À l'issue de la compétition, la France, le Danemark et la Croatie obtiennent leur qualification pour le championnat du monde 2015, rejoignant l'Espagne, qualifié en tant que tenant du titre.
Statistique et récompenses
- Meilleur joueur : Nikola Karabatic,  France
- Meilleur buteur : Joan Cañellas,  Espagne, 50 buts
- Gardien : Niklas Landin Jacobsen,  Danemark
- Ailier gauche : Guðjón Valur Sigurðsson,  Islande
- Arrière gauche : Mikkel Hansen,  Danemark
- Demi-centre : Domagoj Duvnjak,  Croatie
- Arrière droit : Krzysztof Lijewski,  Pologne
- Ailier droit : Luc Abalo,  France
- Pivot : Julen Aguinagalde,  Espagne
- Meilleur défenseur : Tobias Karlsson,  Suède

Principaux résultats
- 17 janvier : tour préliminaire, troisième journée, Groupe C. En s'inclinant 28 à 31 face à la France, la Serbie, vice-championne d'Europe en titre, est éliminée dès le tour préliminaire.
- À l'issue du tour préliminaire, le Danemark, l'Espagne, la France et la Croatie terminent en tête de leurs groupes respectifs avec trois victoires en trois matchs. En revanche, la République tchèque, la Norvège, la Serbie et le Monténégro sont éliminés.
- 18 janvier : tour principal, première journée, Poule I. Le Danemark s'impose 31 à 28 face à l'Espagne.
- 19 janvier : tour principal, première journée, Poule II. La France s'impose 27 à 25 face à la Croatie.
- 22 janvier : tour principal, troisième journée, Poule I. L'Espagne s'impose 33 à 22 face à la Macédoine et se qualifie pour les demi-finales en obtenant la deuxième place derrière le Danemark et devant l'Islande.
- 22 janvier : tour principal, troisième journée, Poule II. La Croatie s'impose 31 à 28 face à la Pologne et se qualifie pour les demi-finales en obtenant la deuxième place derrière la France et devant la Pologne.
- 24 janvier : demi-finales. La France s'impose face à l'Espagne 30 à 27 et le Danemark bat la Croatie 29 à 27.
- 26 janvier : La France remporte son troisième titre de champion d'Europe grâce à une victoire 41 à 32 face au Danemark. Pour la première fois dans toute l'histoire des finales de tournois internationaux (Euro, Monde, Jeux Olympiques), une équipe a inscrit plus de 40 buts lors d'une finale.

### Championnats d'Afrique des nations
|                             | Hommes  | Femmes   |
| --------------------------- | ------- | -------- |
| Médaille d'or, Afrique      | Algérie | Tunisie  |
| Médaille d'argent, Afrique  | Tunisie | RD Congo |
| Médaille de bronze, Afrique | Égypte  | Angola   |

Les championnats masculin et féminin ont eu lieu conjointement du 16 au 25 janvier en Algérie pour la quatrième fois après 1976, 1989 et 2000.
Chez les hommes, l'Algérie, non titrée depuis 1996, remporte sa septième victoire dans la compétition en disposant en finale du tenant du titre, la Tunisie, sur le score de 25 à 21,. La dernière place qualificative pour le Mondial 2015 est obtenue par l'Égypte, vainqueur de l'Angola sur le score de 31 à 24 dans le match pour la troisième place.
Chez les femmes, la Tunisie s'impose en finale face à la République démocratique du Congo. La Tunisie, qui remporte son troisième titre après ceux remportés lors des deux premières éditions en 1974 et 1976, a ainsi stoppé en demi-finale la série de l'Angola, vainqueur des huit précédentes éditions. Tombeuses de l’Algérie dans la petite finale (30-22), les Angolaises ne perdent pas tout puisque cette victoire leur permet de récupérer le troisième et dernier ticket qualificatif pour le championnat du monde 2015.

### Championnat d'Asie masculin
|                          | Nation  |
| ------------------------ | ------- |
| Médaille d'or, Asie      | Qatar   |
| Médaille d'argent, Asie  | Bahreïn |
| Médaille de bronze, Asie | Iran    |

Le seizième championnat d'Asie masculin (en) a eu lieu du 25 janvier au 6 février au Bahrain.
Le Qatar, renforcé par plusieurs joueurs comme Youssef Benali, Rafael Capote, Goran Stojanovic ou encore le Français Bertrand Roiné, s'impose pour la première fois et valide sa stratégie de naturalisation en vue championnat du monde 2015 organisé à domicile. Le Bahreïn et Iran complète le podium. Autre évênement : la Corée du Sud, qui totalise 9 titres entre 1983 et 2012, est éjectée du podium, ne se qualifie pas pour le Mondial 2015 et va donc rater sa première compétition internationale depuis les Jeux olympiques de 1984.

### Jeux asiatiques
|                          | Hommes       | Femmes       |
| ------------------------ | ------------ | ------------ |
| Médaille d'or, Asie      | Qatar        | Corée du Sud |
| Médaille d'argent, Asie  | Corée du Sud | Japon        |
| Médaille de bronze, Asie | Bahreïn      | Kazakhstan   |

Le dix-septième Jeux asiatiques (en) ont eu lieu du 20 septembre au 2 octobre à au Incheon en Corée du Sud.
Chez les hommes, le Qatar confirme son titre de champion d'Asie aux dépens de la Corée du Sud qui se rattrape. Le Bahreïn confirme sa montée en puissance.
Chez les femmes, l'Asie de l'Est domine toujours : la Corée du Sud remporte son sixième titre en sept tournois et devance le Japon et le Kazakhstan.

### Championnat d'Europe féminin
|                            | Nation  |
| -------------------------- | ------- |
| Médaille d'or, Europe      | Norvège |
| Médaille d'argent, Europe  | Espagne |
| Médaille de bronze, Europe | Suède   |

La onzième édition du Championnat d'Europe féminin de handball se déroulera du 7 au 21 décembre 2014 en Hongrie et en Croatie.
La Hongrie a déjà accueilli l'édition 2004 où la Norvège est sortie vainqueur de la compétition en battant le Danemark. En revanche, c'est la première fois que la Croatie organise cette compétition. La Hongrie a déjà remporté la compétition en 2000 tandis que le meilleur résultat de la Croatie est une cinquième place lors de la première édition en 1994.
Dépossédée de son titre par le Monténégro en 2012 après quatre consécrations consécutives, la Norvège reprend sa couronne en battant l'Espagne en finale. La Suède, emmenée par Isabelle Gulldén élue meilleure joueuse et meilleure buteuse de la compétition, remporte la médaille de bronze aux dépens du Monténégro.

## Meilleurs handballeurs de l'année 2014
Le 25 février 2015, les résultats de l'élection des meilleurs handballeurs de l'année 2014 ont été dévoilés par l'IHF. À l'issue d'un vote ayant eu lieu entre 13 au 20 février 2015, les plus de 55 000 votants ont élu le français Nikola Karabatic, qui devance nettement le danois Mikkel Hansen et son compatriote Thierry Omeyer, et la brésilienne Eduarda Amorim qui devance de près de 10 % la roumaine Cristina Neagu et de 20 % la norvégienne Heidi Løke,.
Pour Nikola Karabatic, déjà récompensé en 2007, l'année 2014 a été marquée par la victoire lors de l'Euro 2014 au Danemark, compétition où il a été élu meilleur joueur. Avec le club espagnol du FC Barcelone, Karabatic a imposé une domination sans équivoque sur le plan national (quadruplé championnat, coupe, Coupe ASOBAL et Supercoupe) et a atteint la demi-finale de la Ligue des champions, étant battu par le futur vainqueur de la compétition aux jets de 7 mètres à la suite de l'arrêt par le gardien du tir de Karabatic.
| Rang | Joueur           | Nationalité | Club(s)                     | Poste          | Votes  | Élu en |
| ---- | ---------------- | ----------- | --------------------------- | -------------- | ------ | ------ |
| 1    | Nikola Karabatic | France      | FC Barcelone                | Demi-centre    | 33,7 % | 2007   |
| 2    | Mikkel Hansen    | Danemark    | Paris Saint-Germain         | Arrière gauche | 21,0 % | 2011   |
| 3    | Thierry Omeyer   | France      | Montpellier AHB et Paris SG | Gardien de but | 19,5 % | 2008   |
| 4    | Domagoj Duvnjak  | Croatie     | HSV Hambourg et THW Kiel    | Demi-centre    | 13,9 % | 2013   |
| 5    | Joan Cañellas    | Espagne     | HSV Hambourg et THW Kiel    | Demi-centre    | 12,0 % | -      |

Pour Eduarda Amorim, si elle n'a pas participé à une grande compétition internationale avec la sélection brésilienne, nul doute que le vote a été influencé par la victoire en décembre 2013 lors du Mondial en Serbie, compétition où Amorim a été élue meilleure joueuse. Avec le club hongrois du Győri ETO KC, elle a réalisé un doublé Championnat-Coupe sur le plan national et, sur la scène européenne, a remporté sa seconde Ligue des champions consécutive, Amorim étant d'ailleurs élue meilleure arrière gauche de la compétition.
| Rang | Joueuse          | Nationalité | Club(s)              | Poste          | Votes  | Élue en |
| ---- | ---------------- | ----------- | -------------------- | -------------- | ------ | ------- |
| 1    | Eduarda Amorim   | Brésil      | Győri ETO KC         | Arrière gauche | 35,2 % | -       |
| 2    | Cristina Neagu   | Roumanie    | Budućnost Podgorica  | Arrière gauche | 25,8 % | 2010    |
| 3    | Heidi Løke       | Norvège     | Győri ETO KC         | Pivot          | 16,8 % | 2011    |
| 4    | Isabelle Gulldén | Suède       | Viborg HK            | Demi-centre    | 13,0 % | -       |
| 5    | Marta Mangué     | Espagne     | CJF Fleury Loiret HB | Arrière droite | 9,3 %  | -       |

## Bilan de la saison 2013-2014 en club

### Coupes d'Europe (clubs)
| Compétition              | Vainqueur              | Finaliste               |
| ------------------------ | ---------------------- | ----------------------- |
| C1 : Ligue des champions | SG Flensburg-Handewitt | THW Kiel                |
| C3 : Coupe de l'EHF      | Pick Szeged            | Montpellier AHB         |
| C4 : Coupe Challenge *   | IK Sävehof             | RK Metaloplastika Šabac |

| Compétition              | Vainqueur         | Finaliste           |
| ------------------------ | ----------------- | ------------------- |
| C1 : Ligue des champions | Győri ETO KC      | Budućnost Podgorica |
| C2 : Coupe des coupes    | Viborg HK         | Zvezda Zvenigorod   |
| C3 : Coupe de l'EHF      | HC Lada Togliatti | Team Esbjerg        |
| C4 : Coupe Challenge     | H 65 Höör         | Issy Paris Hand     |

### Championnats européens
| Rang EHF | Rang EHF        | Championnat        | Vainqueur                |
| Rang     | Evol.           | Championnat        | Vainqueur                |
| -------- | --------------- | ------------------ | ------------------------ |
| 1        | en stagnation   | Allemagne          | THW Kiel                 |
| 2        | en stagnation   | Espagne            | FC Barcelone             |
| 3        | en stagnation   | France             | Dunkerque HGL            |
| 4        | en stagnation   | Danemark           | KIF Copenhague           |
| 5        | en stagnation   | Slovénie           | RK Celje Pivovarna Laško |
| 6        | en augmentation | Hongrie            | Veszprém KSE             |
| 7        | en diminution   | Russie             | Medvedi Tchekhov         |
| 8        | en stagnation   | Suisse             | Kadetten Schaffhausen    |
| 9        | en stagnation   | Croatie            | RK Zagreb                |
| 10       | en augmentation | Macédoine          | RK Vardar Skopje         |
| 11       | en augmentation | Pologne            | KS Kielce                |
| 12       | en augmentation | Biélorussie        | HC Meshkov Brest         |
| 13       | en diminution   | Roumanie           | HCM Constanța            |
| 14       | en diminution   | Suède              | Alingsås HK              |
| 15       | en diminution   | Portugal           | FC Porto                 |
| 16       | en augmentation | Norvège            | Elverum Handball         |
| 17       | en diminution   | Serbie             | Vojvodina Novi Sad       |
| 18       | en diminution   | Ukraine            | HC Motor Zaporijia       |
| 19       | en diminution   | Bosnie-Herzégovine | RK Borac Banja Luka      |
| 20       | en stagnation   | Grèce              | AEK Athènes              |
| 21       | en augmentation | Turquie            | Beşiktaş JK              |
| 22       | en augmentation | Luxembourg         | Handball Käerjeng        |
| 23       | en diminution   | Israël             | Maccabi Tel-Aviv         |
| 24       | en diminution   | Slovaquie          | HT Tatran Prešov         |
| 25       | en diminution   | Autriche           | Alpla HC Hard            |
| 26       | en stagnation   | Pays-Bas           | Eurotech Bevo HC         |
| 27       | en augmentation | Belgique           | Initia HC Hasselt        |
| 28       | en diminution   | Italie             | PJ Fasano                |
| 29       | en augmentation | République tchèque | HC Kovopetrol Plzen      |
| 30       | en augmentation | Chypre             | SPE Strovolos Nicosie    |

| Rang EHF | Rang EHF        | Championnat        | Vainqueur               |
| Rang     | Evol.           | Championnat        | Vainqueur               |
| -------- | --------------- | ------------------ | ----------------------- |
| 1        | en augmentation | Hongrie            | Győri ETO KC            |
| 2        | en diminution   | Danemark           | Viborg HK               |
| 3        | en augmentation | Norvège            | Larvik HK               |
| 4        | en diminution   | Russie             | Dinamo Volgograd        |
| 5        | en augmentation | Roumanie           | HCM Baia Mare           |
| 6        | en diminution   | Espagne            | BM Bera Bera            |
| 7        | en stagnation   | Allemagne          | Thüringer HC            |
| 8        | en stagnation   | France             | Metz Handball           |
| 9        | en stagnation   | Monténégro         | Budućnost Podgorica     |
| 10       | en stagnation   | Slovénie           | RK Krim                 |
| 11       | en augmentation | Autriche           | Hypo Niederösterreich   |
| 12       | en stagnation   | Turquie            | Muratpaşa BSK           |
| 13       | en diminution   | Serbie             | ŽRK Radnički Kragujevac |
| 14       | en augmentation | Croatie            | ŽRK Lokomotiva Zagreb   |
| 15       | en stagnation   | Suède              | IK Sävehof              |
| 16       | en augmentation | Macédoine          | ŽRK Vardar Skopje       |
| 17       | en diminution   | Pologne            | MKS Lublin              |
| 18       | en diminution   | Pays-Bas           | SV Dalfsen              |
| 19       | en augmentation | République tchèque | Reval-Sport/Mella       |
| 20       | en diminution   | Ukraine            | HC Karpaty Oujhorod     |
| 21       | en stagnation   | Portugal           | AC Alavarium            |
| 22       | en diminution   | Grèce              | OF Nea Ionia            |
| 23       | en augmentation | Biélorussie        | BNTU-BelAZ Minsk Reg.   |
| 24       | en diminution   | Suisse             | LK Zoug                 |
| 25       | en diminution   | Italie             | Jomi Salerno            |
| 26       | en augmentation | Islande            | Fram Reykjavik          |
| 27       | en augmentation | Kosovo             | .                       |
| 28       | en augmentation | Belgique           | Fémina Visé             |
| 29       | en augmentation | Chypre             | Youth Union Athienou    |
| 30       | en augmentation | Bosnie-Herzégovine | ŽRK Mira                |

#### Saison 2013-2014 en Allemagne
Le Championnat d'Allemagne masculin 2013-2014 est la soixante-quinzième édition de cette compétition. Le THW Kiel devance le Rhein-Neckar Löwen grâce à la différence de but générale, malgré une différence de but particulière favorable au club de Mannheim. En début de saison, la Supercoupe est remportée par le SG Flensburg-Handewitt au détriment du THW Kiel. SG Flensburg-Handewitt perd la finale de la Coupe d'Allemagne pour la quatrième année consécutive face au Füchse Berlin, vainqueur d'un match très serré grâce à un ultime but d'Iker Romero à deux minutes vingt du terme. À noter également que le SG Flensburg-Handewitt a remporté la Ligue des champions et est qualifié à ce titre pour la Ligue des champions masculine de l'EHF 2014-2015 en compagnie des deux premiers du championnat.
| Compétition             | Vainqueur              | Second                 | Score   |
| ----------------------- | ---------------------- | ---------------------- | ------- |
| Championnat d'Allemagne | THW Kiel               | Rhein-Neckar Löwen     | -       |
| Coupe d'Allemagne       | Füchse Berlin          | SG Flensburg-Handewitt | 22 – 21 |
| Supercoupe*             | SG Flensburg-Handewitt | THW Kiel               | 29 – 26 |

* l'édition 2013-2014 de la Supercoupe s'est déroulée en 2013.

#### Saison 2013-2014 en Espagne
Du fait de la crise économique touchant le handball espagnol, le FC Barcelone s'est retrouvé sans concurrent et a remporté les quatre compétitions en jeu, s'imposant notamment lors de tous ces matchs de championnat avec une moyenne de 15 buts d'écart. Le Naturhouse La Rioja est pour la première fois deuxième du championnat, obtenant ainsi sa qualification pour la Ligue des champions.
| Compétition           | Vainqueur    | Second              | Score   |
| --------------------- | ------------ | ------------------- | ------- |
| Championnat d'Espagne | FC Barcelone | Naturhouse La Rioja | -       |
| Coupe ASOBAL*         | FC Barcelone | BM Granollers       | 34 – 28 |
| Coupe du Roi          | FC Barcelone | BM Granollers       | 42 – 32 |
| Supercoupe*           | FC Barcelone | Naturhouse La Rioja | 40 – 31 |

* les éditions 2013-2014 de la Coupe ASOBAL et de la Supercoupe se sont déroulées en 2013.

#### Saison 2013-2014 en France
Le Championnat de France masculin 2013-2014 est la soixante-deuxième édition de cette compétition. Au terme de la saison, l'Dunkerque HGL remporte son premier titre de champion de France et obtient la seule qualification automatique pour la Ligue des champions. Le Paris Saint-Germain, vainqueur de la Coupe de France, est vice-champion et le Montpellier AHB, vainqueur de la Coupe de la Ligue termine troisième. Ces deux clubs ont finalement obtenu sur dossier leur qualification pour la Ligue des champions. Le HBC Nantes, quatrième du championnat, est qualifié pour la Coupe de l'EHF en compagnie du cinquième, Toulouse, qualifié sur dossier.
| Compétition            | Vainqueur           | Second              | Score   |
| ---------------------- | ------------------- | ------------------- | ------- |
| Championnat de France  | Dunkerque HGL       | Paris Saint-Germain | -       |
| Coupe de France        | Paris Saint-Germain | Chambéry SH         | 31 – 27 |
| Coupe de la Ligue      | Montpellier AHB     | Saint-Raphaël VHB   | 34 – 21 |
| Trophée des champions* | Chambéry SH         | Dunkerque HGL       | 23 – 21 |

| Compétition           | Vainqueur         | Second            | Score   |
| --------------------- | ----------------- | ----------------- | ------- |
| Championnat de France | Metz Handball     | Issy Paris Hand   | 52 – 47 |
| Coupe de France       | CJF Fleury Loiret | Issy Paris Hand   | 20 – 18 |
| Coupe de la Ligue     | Metz Handball     | CJF Fleury Loiret | 25 – 20 |

La saison 2013-2014 du championnat de France masculin est marquée par un grand nombre de changements d'entraineurs :
| Entraineur        | Club initial                    | Date de fin      | Motif                      | Club suivant               | Date de début   |
| ----------------- | ------------------------------- | ---------------- | -------------------------- | -------------------------- | --------------- |
| Stéphane Imbratta | Tremblay-en-France HB           | 29 novembre 2013 | Mauvais résultats          | -                          | -               |
| Denis Lathoud     | Dijon Bourgogne Handball        | 31 janvier 2014  | Mauvais résultats          | -                          | -               |
| Jérémy Roussel    | Pays d'Aix UCH                  | 7 février 2014   | Mésentente avec dirigeants | Metz Handball (F)          | Début de saison |
| David Christmann  | Cesson Rennes MHB               | Fin de saison    | Fin de contrat             | Tremblay-en-France HB      | Début de saison |
| Joël da Silva     | Fenix Toulouse Handball         | Fin de saison    | Fin de contrat             | Saint-Raphaël Var Handball | Début de saison |
| Christian Gaudin  | Saint-Raphaël Var Handball      | Fin de saison    | Commun accord              | Roumanie                   | Mai-juin 2014   |
| Christian Gaudin  | Saint-Raphaël Var Handball      | Fin de saison    | Commun accord              | HSV Hambourg               | Début de saison |
| Dragan Zovko      | Tremblay-en-France HB           | Fin de saison    | Non prolongé               | -                          | -               |
| Pascal Léandri    | Union sportive d'Ivry Handball  | Fin de saison    | Devient directeur sportif  | US Ivry (D2)               | Début de saison |
| Rastko Stefanovič | Tremblay-en-France HB (adjoint) | Fin de saison    | Non prolongé               | US Ivry (D2)               | Début de saison |

## Principaux transferts de l'intersaison 2014
Une liste non exhaustive des transferts ayant eu lieu à l'intersaison est :
| Nat. | Joueur                        | Champ. | Club 2013-2014           | Champ. | Club 2014-2015           |
| ---- | ----------------------------- | ------ | ------------------------ | ------ | ------------------------ |
|      | William Accambray             |        | Montpellier AHB          |        | Paris Saint-Germain      |
|      | Igor Anic                     |        | Cesson Rennes MHB        |        | HBC Nantes               |
|      | Xavier Barachet               |        | Saint-Raphaël VHB        |        | Paris Saint-Germain      |
|      | Joan Cañellas                 |        | HSV Hambourg             |        | THW Kiel                 |
|      | Cyril Dumoulin                |        | Chambéry Savoie Handball |        | Toulouse Handball        |
|      | Domagoj Duvnjak               |        | HSV Hambourg             |        | THW Kiel                 |
|      | Antonio García                |        | Paris Saint-Germain      |        | SC Pick Szeged           |
|      | Juanín García                 |        | FC Barcelone             |        | Naturhouse La Rioja      |
|      | Christian Gaudin (entr.)      |        | Équipe de Roumanie       |        | HSV Hambourg             |
|      | Yann Genty                    |        | Cesson Rennes MHB        |        | Chambéry Savoie Handball |
|      | Snorri Steinn Guðjónsson      |        | GO Gudme Svendborg       |        | Sélestat AHB             |
|      | Guðmundur Guðmundsson (entr.) |        | Rhein-Neckar Löwen       |        | Équipe nat. du Danemark  |
|      | Ásgeir Örn Hallgrímsson       |        | Paris Saint-Germain      |        | USAM Nîmes               |
|      | Wael Jallouz                  |        | THW Kiel                 |        | FC Barcelone             |
|      | Guillaume Joli                |        | Dunkerque HGL            |        | HSG Wetzlar              |
|      | Mads Mensah Larsen            |        | Aalborg Håndbold         |        | Rhein-Neckar Löwen       |
|      | Blaženko Lacković             |        | HSV Hambourg             |        | RK Vardar Skopje         |
|      | Venio Losert                  |        | KS Kielce                |        | Montpellier AHB          |
|      | Roland Mikler                 |        | SC Pick Szeged           |        | Veszprém KSE             |
|      | Kévynn Nyokas                 |        | Chambéry Savoie Handball |        | Frisch Auf Göppingen     |
|      | Thierry Omeyer                |        | Montpellier AHB          |        | Paris Saint-Germain      |
|      | Mickaël Robin                 |        | FC Barcelone             |        | Cesson Rennes MHB        |
|      | José Manuel Sierra            |        | Paris Saint-Germain      |        | SC Pick Szeged           |
|      | Guðjón Valur Sigurðsson       |        | THW Kiel                 |        | FC Barcelone             |
|      | Arpad Šterbik                 |        | FC Barcelone             |        | RK Vardar Skopje         |
|      | Steffen Weinhold              |        | SG Flensburg-Handewitt   |        | THW Kiel                 |
|      | Christian Zeitz               |        | THW Kiel                 |        | Veszprém KSE             |

| Nat. | Joueur                       | Champ. | Club 2013-2014            | Champ. | Club 2014-2015                  |
| ---- | ---------------------------- | ------ | ------------------------- | ------ | ------------------------------- |
|      | Valentina Neli Ardean Elisei |        | CSM Cetate Devatrans Deva |        | HCM Baia Mare                   |
|      | Bárbara Arenhart             |        | Hypo Niederösterreich     |        | HCM Baia Mare                   |
|      | Alexandrina Barbosa          |        | Thüringer HC              |        | CJF Fleury Loiret               |
|      | Katarina Bulatović           |        | Győri ETO KC              |        | Budućnost Podgorica             |
|      | Deonise Cavaleiro            |        | Hypo Niederösterreich     |        | CSM Bucarest                    |
|      | Audrey Deroin                |        | Toulon Saint-Cyr VHB      |        | Mios-Biganos-Bègles             |
|      | Fabiana Diniz                |        | Hypo Niederösterreich     |        | Nantes LA HB                    |
|      | Hanna Fogelström             |        | IK Sävehof                |        | Toulon Saint-Cyr VHB            |
|      | Julie Goiorani               |        | Toulon Saint-Cyr VHB      |        | HBC Nîmes                       |
|      | Amélie Goudjo                |        | Issy Paris Hand           |        | RK Krim Merkator                |
|      | Sophie Herbrecht             |        | Toulon Saint-Cyr VHB      |        | Chambray Touraine Handball (D2) |
|      | Camilla Herrem               |        | Byåsen Trondheim          |        | HCM Baia Mare                   |
|      | Marija Jovanović             |        | HC Astrakhanochka         |        | Issy Paris Hand                 |
|      | Alexandra Lacrabère          |        | Union Mios Biganos Bègles |        | OGC Nice Handball               |
|      | Cecilie Leganger             |        | Larvik HK                 | -      | fin de carrière                 |
|      | Susann Müller                |        | HC Leipzig                |        | Győri ETO KC                    |
|      | Alexandra do Nascimento      |        | Hypo Niederösterreich     |        | HCM Baia Mare                   |
|      | Andrea Penezić               |        | Krim Ljubljana            |        | ŽRK Vardar Skopje               |
|      | Mayssa Pessoa                |        | Dinamo Volgograd          |        | CSM Bucarest                    |
|      | Lene Rantala                 |        | Larvik HK                 | -      | fin de carrière                 |
|      | Ana Paula Rodrigues          |        | Hypo Niederösterreich     |        | CSM Bucarest                    |
|      | Mariama Signaté              |        | Issy Paris Hand           |        | ÉTV-Érdi VSE                    |
|      | Fernanda da Silva            |        | Hypo Niederösterreich     |        | CSM Bucarest                    |
|      | Linnea Torstenson            |        | Viborg HK                 |        | CSM Bucarest                    |
|      | Trine Troelsen               |        | FC Midtjylland Håndbold   |        | Toulon Saint-Cyr VHB            |

## Création et disparation de clubs
Clubs disparus
- BM Valladolid (M), 11 juin

Clubs en difficultés
?
Clubs créés
- VOO Royal Handball Club Grâce-Hollogne (F), né de l’absorption du HC Grâce-Hollogne par le VOO HC Herstal-Flémalle ROC

## Décès
- 18 septembre  :  Ange Padovani